# Björkspinnare
Björkspinnare (Eriogaster lanestris) är en kraftigt byggd gråröd och rundvingad ädelspinnare.

## Kännetecken
Hanen har ett vingspann på 29 till 38 millimeter och honan 39 till 45 millimeter. Antennerna är bruna och kamtandade, hanens betydligt bredare än honans. Larven är som fullvuxen mellan 45 och 55 millimeter lång med grå eller svart grundfärg med gula tvärränder och sidolinjer. Ryggen har rödbruna fläckar, buken är gulröd och huvudet gråsvart.

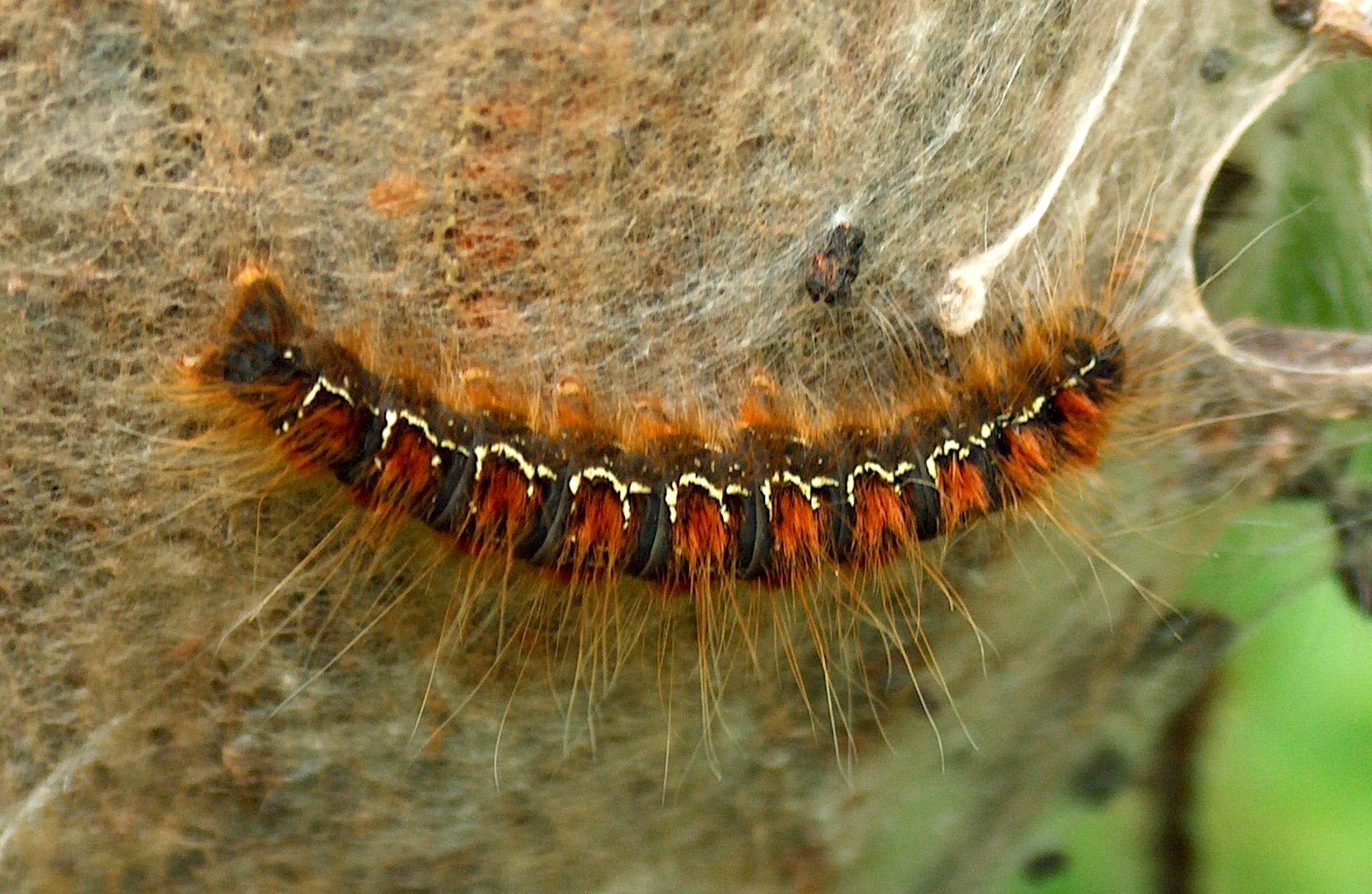
Larv

## Levnadssätt
Björkspinnare lever i olika typer av buskrika marker, gärna i skogsbryn, på hyggen, igenväxande marker, slånrika betesmarker och liknande. De flyger främst i skymningen, i södra Norden från slutet av mars till början av juni. Längre norrut från början av april till slutet av maj. Honan lägger 200 till 350 ägg på en kvist i en buske eller litet träd några decimeter över marken. Larverna lever tillsammans i en spånad, ofta på björk eller slån men ibland på andra träd eller buskar. De lämnar spånaden tre till sex gånger om dagen för att äta eller sola sig. Vid sista larvstadiet lämnar de boet för att leva ensamma. Den förpuppar sig i en kokong i förnan. Puppan övervintrar oftast två vintrar men ibland i upp till sju. Det finns även observationer av puppor som inte kläckts förrän efter 14 år!

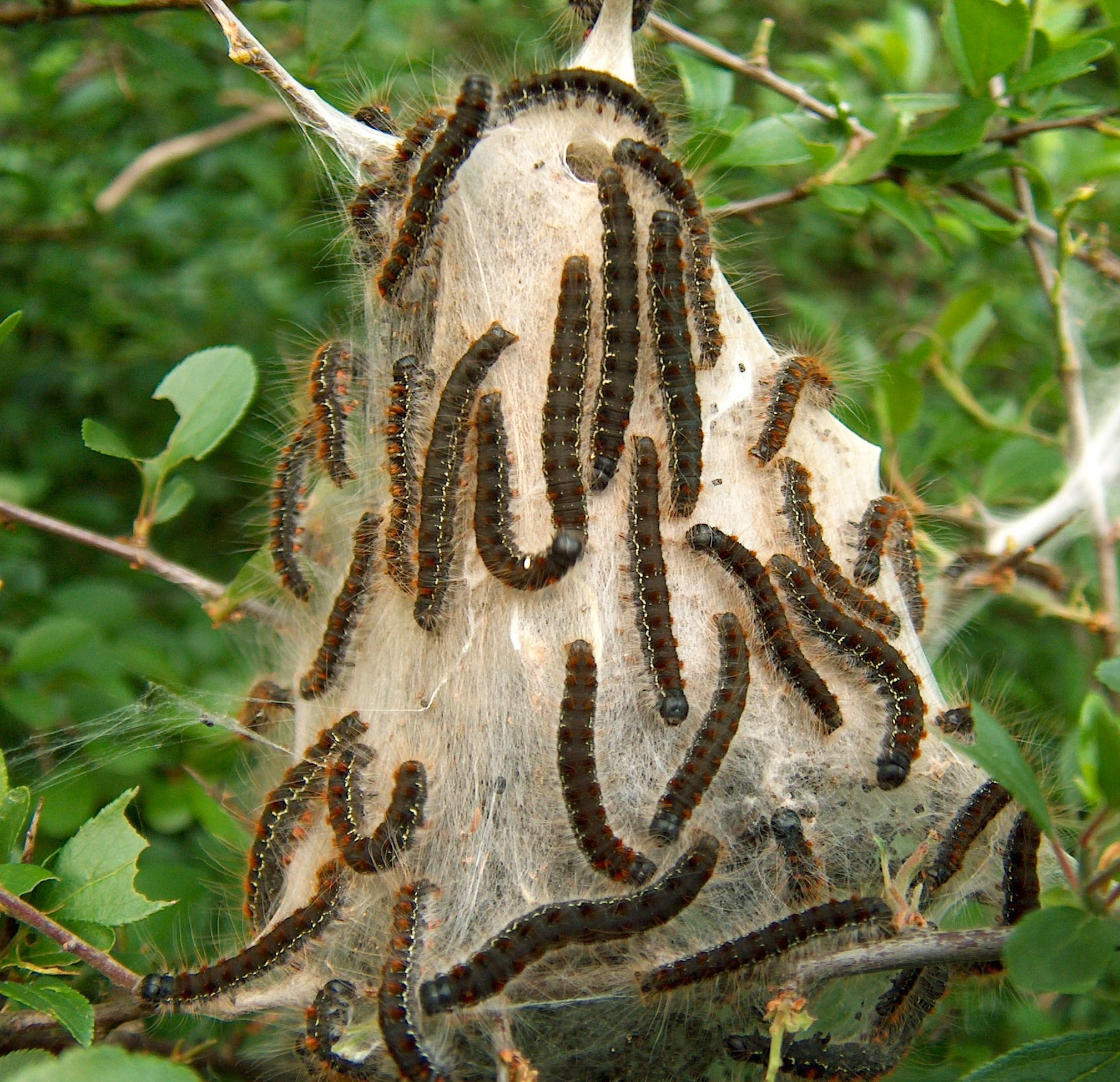
Larver på sin spånad

## Utbredning
Björkspinnaren finns i stora deler av Sverige. Vanligast är den i nordöstra Skåne, västra Blekinge och på Öland. Från  Norrlands inland saknas sentida observationer förutom i Tornedalen. Den finns även i Danmark, södra Norge och Finland. Populationen kan variera väldigt mycket år från år. Fram till början av 1900-talet fanns det massförekomster vissa år. Den finns även i stora delar av Centraleuropa och vidare österut genom Ryssland till Fjärran östern. I många europeiska länder är den rödlistad, dock ej i Sverige.